# Guamal (Magdalena)
Guamal è un comune della Colombia facente parte del dipartimento di Magdalena.
Il centro abitato venne fondato da José Fernando De Mier y Guerra nel 1747, mentre l'istituzione del comune è dell'11 ottobre 1886.